# Hachiman-zukuri

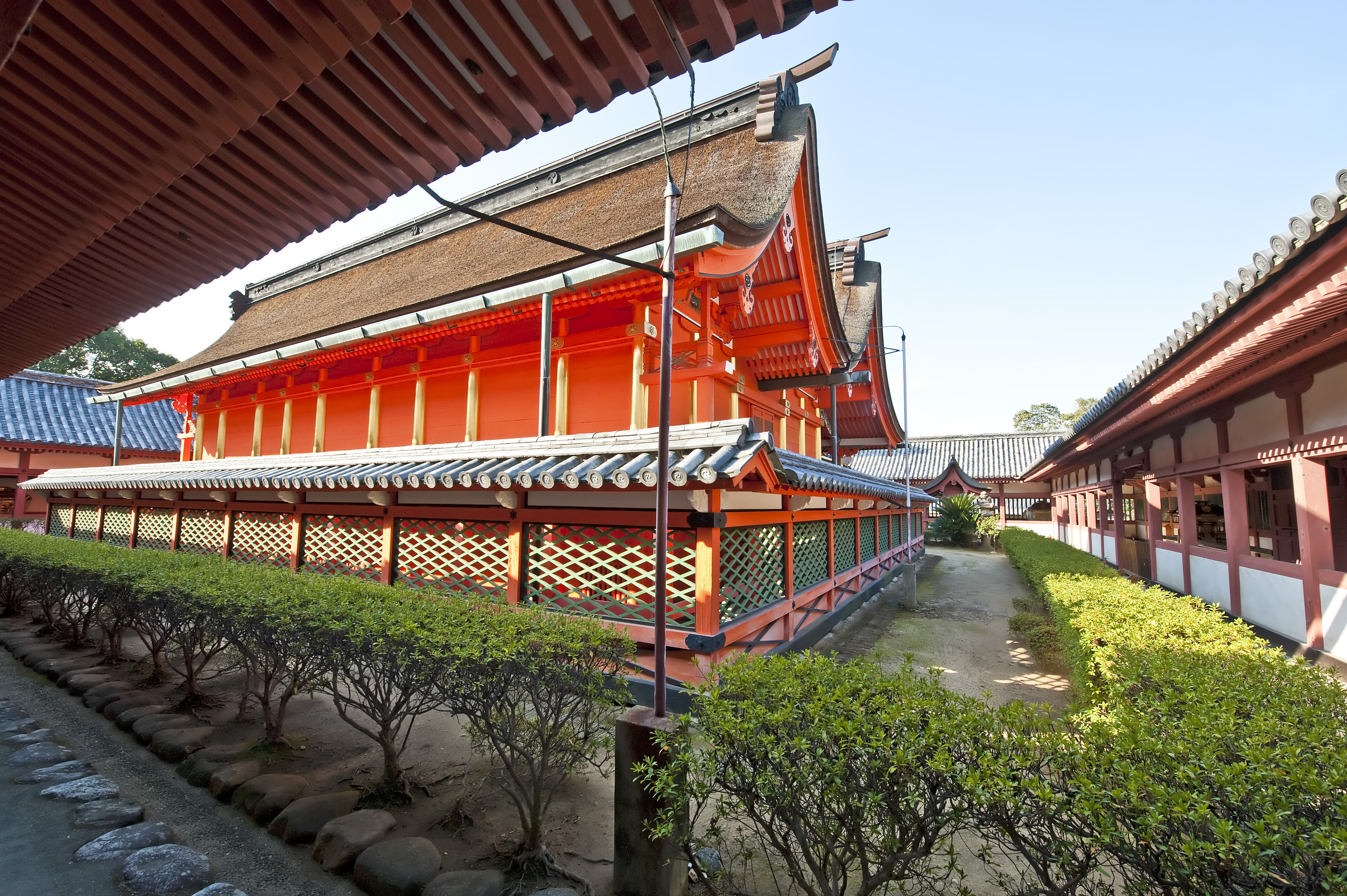
Le honden de à Matsuyama (Ehime), est un rare exemple du style Hachiman-zukuri. Le honden (à gauche) est entouré d'un couloir semblable à celui d'un cloître appelé kairō (à droite).

Le Hachiman-zukuri (八幡造) est un style architectural japonais traditionnel utilisé dans les sanctuaires dédiés à Hachiman et dans lequel deux structures parallèles avec des toits à pignons sont reliées entre elles sur le côté non-pignon, formant un bâtiment qui, lorsqu'il est vu de côté, donne l'impression d'être double. La structure du devant est appelée gaiden (外殿, « sanctuaire extérieur »), celle de l'arrière naiden (内殿, « sanctuaire intérieur »), et ensemble elles forment le honden,. Le honden lui-même est entièrement entouré par un couloir couvert semblable à celui d'un cloître appelé kairō (回廊) (voir photo). L'accès est rendu possible par une porte appelée rōmon (楼門).
Ce style prévoit une structure hirairi ou hirairi-zukuri (平入・平入造), c'est-à-dire que le bâtiment a son entrée principale sur le côté qui est parallèle à l'arête de la toiture (côté sans pignon). Il y a aussi des entrées au centre des côtés à pignons (voir image). En général, la structure arrière fait 3 × 2 ken, tandis que celle de l'avant fait 3 × 1.
L'espace entre les deux bâtiments mesure un ken de large et forme une salle appelée ai-no-ma (相の間). La largeur et la hauteur de cette salle varient avec le sanctuaire.
Usa Hachiman-gū et Iwashimizu Hachiman-gū sont deux exemples encore existants du Hachiman-zukuri. Ce style, dont cinq exemples de l'époque d'Edo subsistent, peut être d'origine bouddhiste, puisque certains bâtiments bouddhistes montrent la même division. Le hokke-dō du Tōdai-ji par exemple est divisé en deux sections disposées à l'avant et à l'arrière. Les détails de structure montrent également une forte relation avec le style appelé shinden-zukuri de l'époque de Heian, utilisé dans les résidences aristocratiques. Une autre origine possible de ce style peut se trouver dans les anciens palais dont on sait qu'ils avaient des arêtes parallèles sur le toit.

## Un exemple du styleHachiman-zukuri
Isaniwa-jinja (伊佐爾波神社)  à Matsuyama (Ehime), est un rare exemple du style Hachiman-zukuri. 

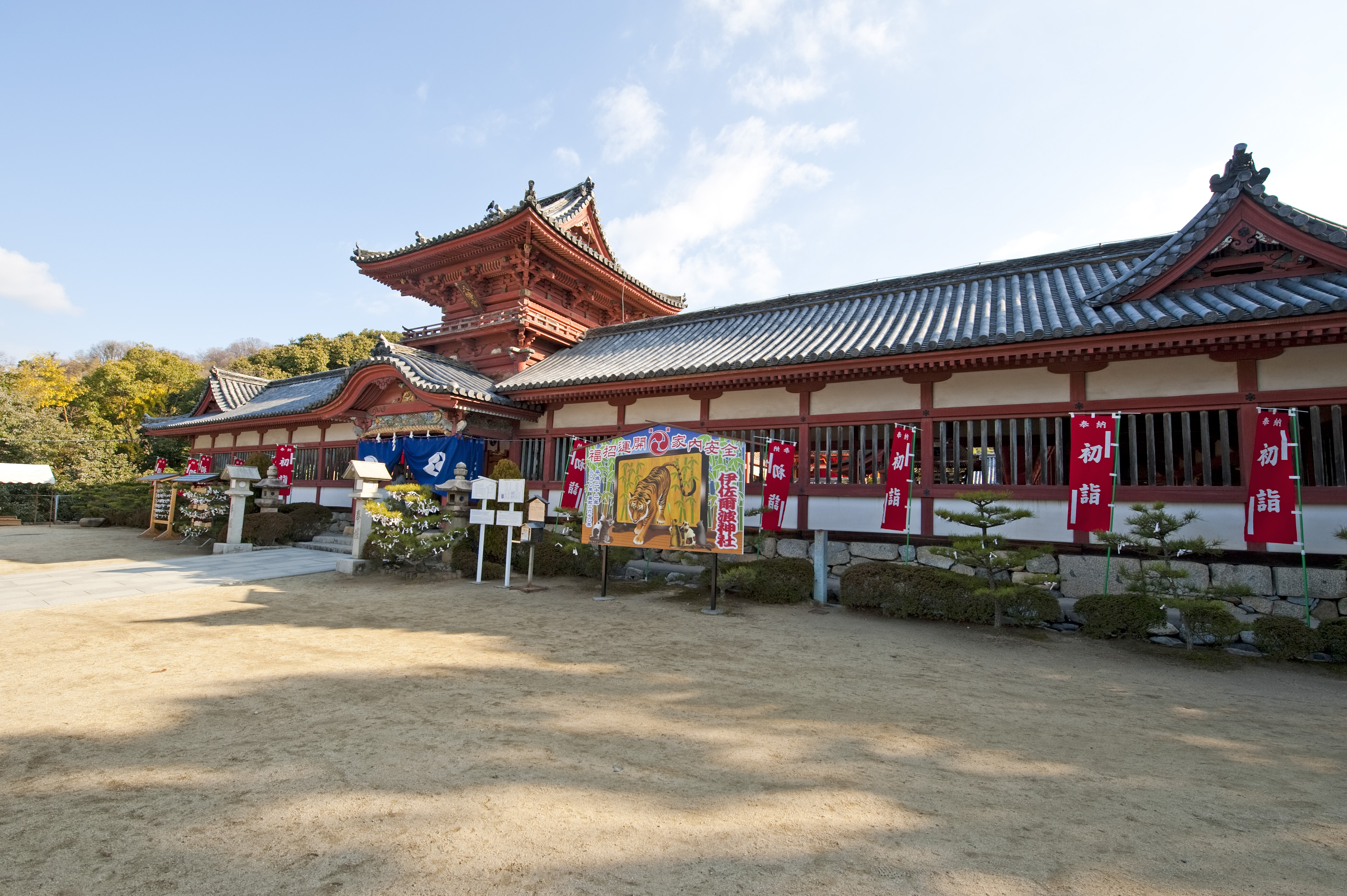
Le sanctuaire est caché derrière un couloir semblable à celui d'un cloître appelé kairō (回廊?). L'accès est possible par une porte appelée rōmon (楼門?).
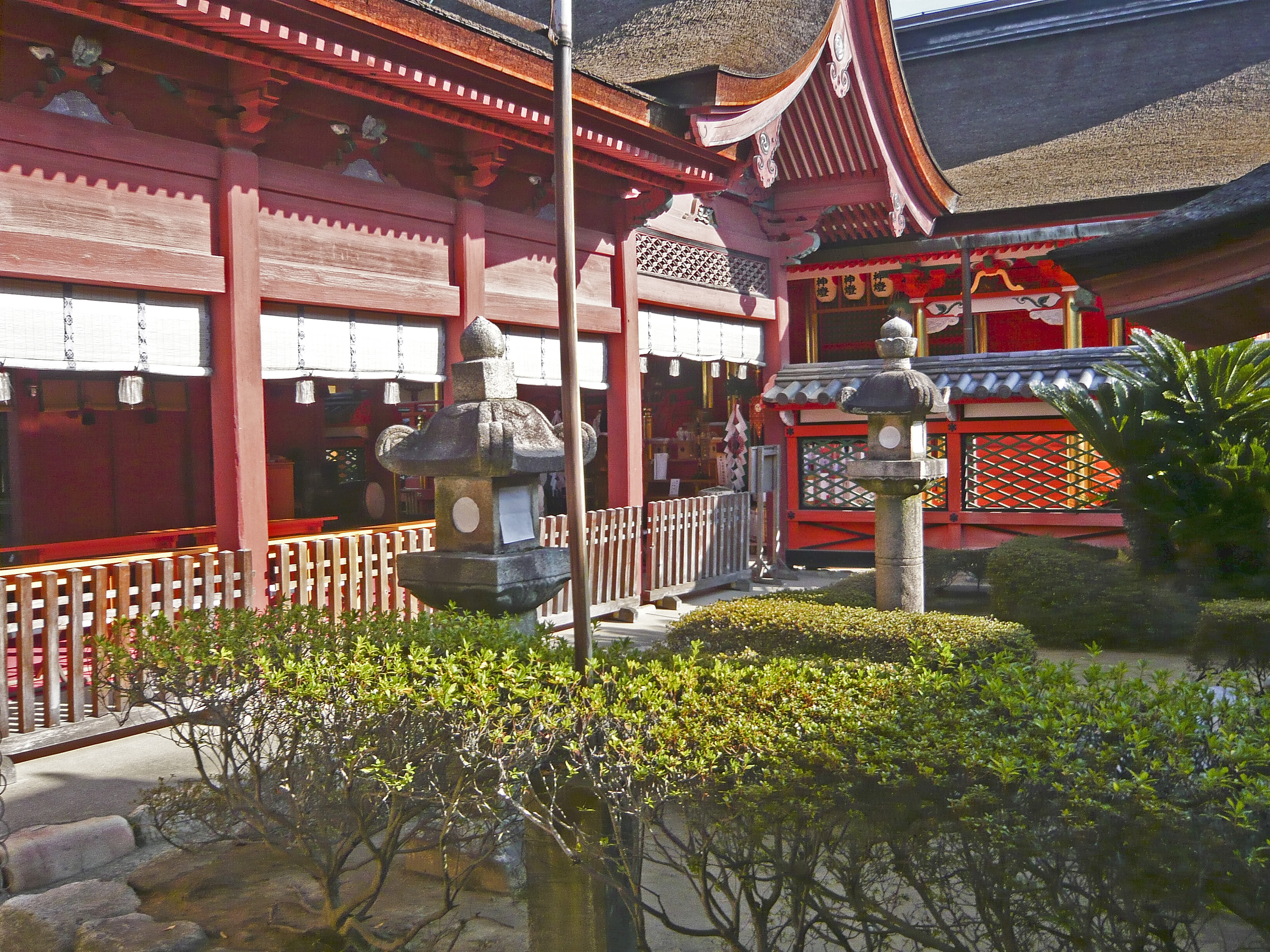
Le rōmon mène au haiden (oratoire), qui à son tour mène au honden.
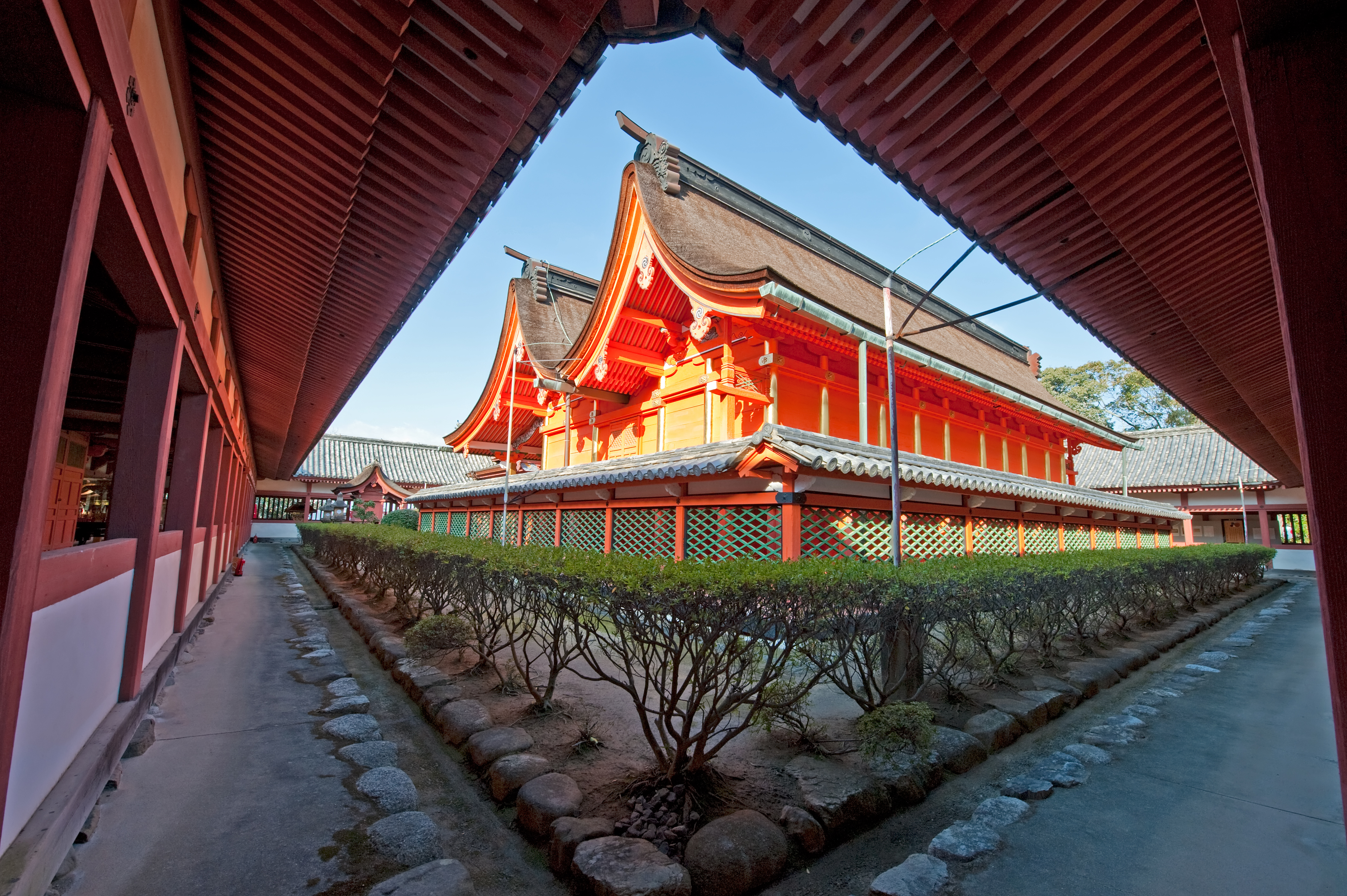
Le profil caractéristique d'un honden Hachiman-zukuri.
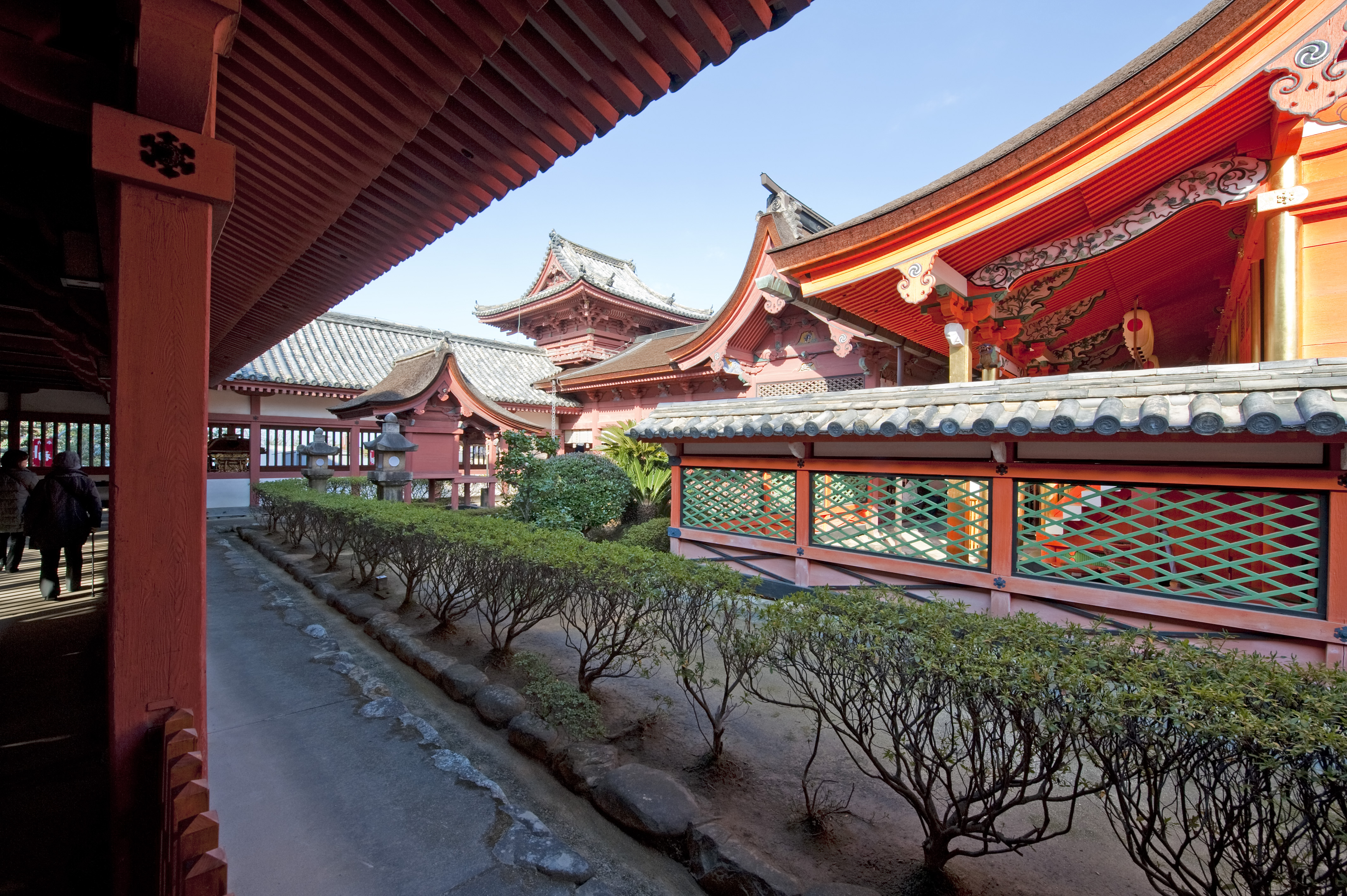
De gauche à droite, le rōmon, le haiden et le honden.
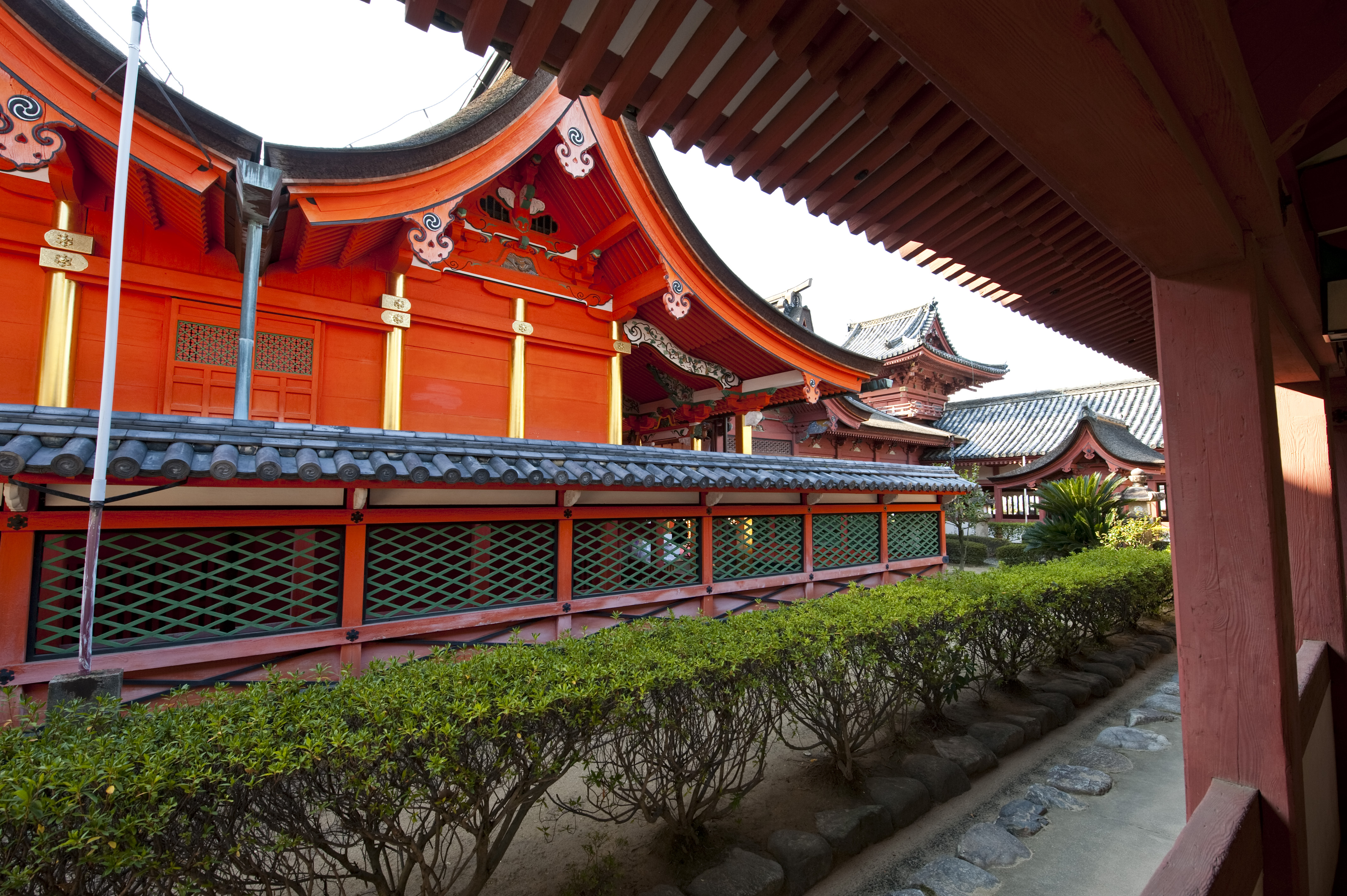
Le côté à pignon du honden. La porte du ai-no-ma est visible.